# 黑沟盲切叶蚁
黑沟盲切叶蚁（学名：Carebara melasolena）原名黑沟巨首蚁，由周善义等人于 1997年描述 。因巨首蚁属（Pheidologeton）已撤销而被分到盲切叶蚁属。现该物种是盲切叶蚁属的一种。

## 描述
该物种模式产地位于中国，广泛分布于中国南方地区及中部地区，是从原始森林的落叶中收集的。
Liu et al. (2024) 这个物种的地位有些模棱两可。在 Zhou and Zheng (1997) 以及 Zhou et al. (2006) 的报告中显示，该物种可以通过以下特征与红盲切叶蚁（Carebara vespillo）区分开来：
黑沟盲切叶蚁位于头顶正中纵沟中有条纵向粗黑线，红盲切叶蚁并没有该特征，并且黑沟盲切叶蚁叶柄后结明显宽于长，头部和身体上的毛发稀疏。
然而，在 Chen et al. (2021) 的记录中表示，红盲切叶蚁实际也存在黑线。因此，由于黑线的存在，一些以前的红盲切叶蚁标本可能被误认为是黑沟盲切叶蚁。在 Zhou and Zheng (1997) 的记录中，他们指出黑沟盲切叶蚁的叶柄后结的长宽为 1.5×，在 Zhou et al. (2006) 的记录中，结节比长宽为 2×，但或许这个比例也是一种不稳定的形态特征。
最重要的是，这两个物种的特征和分离需要对模式标本进行进一步检查，黑沟盲切叶蚁可能是红盲切叶蚁的同义词，但目前仍然根据以前的研究将黑沟盲切叶蚁列为有效物种。

### 外貌特征

###### 兵蚁
体长 2.3-5.8mm，但不排除有更大体型的兵蚁存在。
头长稍大于宽，两侧缘平直，后头缘凹。上颚侧缘凸，咀嚼缘具5钝齿，端2齿大，基2齿不明显。唇基中部凸，前缘中央波形凹陷，两侧缘窄。额沟浅，在头顶中部被光亮区所阻断，后头部中央纵沟内具一条粗黑线。触角短；柄节不到达头侧的 1/2；鞭节 2~6节长宽近相等，7~8节长大于宽，基棒节长为端棒节的 2/3。复眼小而平，位于头侧中部之前。前胸、中胸背板圆凸；中胸小盾片略后凸，不显著；前-中胸背板缝不明显，中-并胸腹节缝凹陷；并胸腹节基面短于斜面，刺侧扁，短于其基部宽，端部向背上方弯曲。第1结节侧面观略呈三角形，前、后面倾斜，其腹面具低的下突；第二结节横椭圆形，3倍宽于第一结节，为自身长的 1.5倍；侧面观背面圆凸，低于第一结节。后腹部卵圆形。
体光亮。上颚具稀疏细小刻点，外侧基部具细纵刻纹；头部额脊之间、头侧前端、唇基侧缘以及触角窝具细纵刻纹；头顶具细弱横刻纹；前胸背板具不规则的短纵刻纹，侧面光亮；中胸背板具稀疏细小刻点，较光亮；中胸侧板及并胸腹节具密集细纵刻纹；并胸腹节斜面具稀疏横刻纹；结节侧面及后面具纵刻纹和密集刻点，背面光亮。后腹部光亮。立毛金黄色，在头部较密集，并腹胸和结节较稀疏；第1结节背缘具立毛1对，后腹部立毛较稀疏。茸毛被缺。体橙红色。上颚及唇基前缘红褐色，触角及足黄色；后腹部黄色，染褐色。

###### 小型兵蚁
体长 2.3mm。与大型兵蚁相似。不同在于其头长明显大于头宽，后头缘仅微凹陷。上颚较长，具明显 5颗锯齿。中胸小盾片仅略见痕迹。色泽较亮；刻纹与大型兵蚁相似，但很细弱。立毛较大型兵蚁更稀疏。

###### 工蚁
体长 1.8-2.2，头较小型兵蚁更小，头长比头宽更长。触角较长，柄节接近后头角。上颚更细长，锯齿较兵蚁更尖锐。前胸及中胸背板凸面较兵蚁低；并胸腹节刺更细小。